# Silestone
Silestone es una marca registrada, propiedad del Grupo Cosentino, con la que se identifican superficies constructivas de gran formato compuestas predominantemente por cuarzo natural, que se utilizan principalmente en cocinas y baños domésticos como encimeras, suelos y recubrimientos de paredes, y que también encuentra uso en  proyectos como restaurantes, hoteles o aeropuertos.

## Composición
El material de los productos Silestone está compuesto por cargas inorgánicas minerales, principalmente cuarzo (en más del 90%), poliéster (5-15%), pigmentos y aditivos (<5%), entre otros.

## Propiedades[1]
- Resistencia a las manchas: Silestone identifica una superficie de baja porosidad que garantiza la no-absorción de líquidos.
- Dureza: La composición de más de un 90% de cuarzo natural hace posible una elevada dureza.
- Bajo mantenimiento: Las superficies Silestone se pueden limpiar directamente con jabón y agua. No sen ve afectadas por los ácidos comunes de la cocina en el uso diario.
- Higiénico: La protección bacteriostática Microban impide la proliferación de bacterias.
- Resistencia al rayado: Dada la elevada dureza natural del cuarzo.
- N-BOOST by Silestone: Es un tratamiento especial sobre la superficie del material a nivel molecular para que la limpieza y el mantenimiento de Silestone sean más fáciles, y que se logren colores más intensos y con un mayor brillo.

## Presencia internacional
La marca Silestone ha sido registrada internacionalmente y los productos están presentes en más de 80 países. Silestone forma parte del Foro de Marcas Renombradas Españolas.

## Controversia
En 2023, una sentencia del Juzgado de lo Penal número 2 de Vigo concluyó que Silestone es un "material mucho más peligroso para la salud de los operarios" que otras rocas por el porcentaje de partículas de sílice cristalina libre que libera cuando se manipula.